# Patsy Ferran
Patricia Ferran, detta Patsy (Valencia, 25 novembre 1989), è un'attrice spagnola naturalizzata britannica, nota soprattutto come interprete teatrale sulle scene londinesi.

## Biografia
Nata a Valencia da padre barcellonese e madre valenciana, si trasferì nel Regno Unito con la famiglia durante l'infanzia. Dopo aver ottenuto la laurea in teatro all'Università di Birmingham, proseguì con gli studi di recitazione alla Royal Academy of Dramatic Art, ma prima ancora di ottenere il diploma fece il suo debutto sulle scene londinesi nel 2014, nella commedia Spirito allegro di Noël Coward con Angela Lansbury e Janie Dee.
Lo stesso anno fa il suo debutto al National Theatre, quando interpreta Jim in una riduzione teatrale de L'isola del tesoro e recita in due commedie di Shakespeare: Il mercante di Venezia per la Royal Shakespeare Company e Come vi piace al National Theatre. Nel 2017 torna sulle scene londinesi nella prima britannica di Speech & Debate ai Trafalgar Studios con Douglas Booth e Tony Revolori; nello stesso anno recita al Royal Court Theatre in My Mom's a Twat. Nella primavera 2018 recita in Estate e fumo all'Almeida Theatre e per il ruolo di Alma Winemiller ottiene il plauso dalla critica, tanto che l'attrice torna a ricoprire il ruolo nel West End nell'autunno dello stesso anno; per la sua interpretazione vince il Laurence Olivier Award alla miglior attrice. Nella primavera 2019 è nella produzione dell'Almeida de Le tre sorelle, mentre nel 2020 esordisce a Broadway in un allestimento di Chi ha paura di Virginia Woolf? con Laurie Metcalf, Rupert Everett e Russell Tovey. Nello stesso anno recita in una riduzione teatrale del Canto di Natale in scena al Bridge Theatre e torna sul piccolo schermo, dove recita accanto a Diana Rigg in Narciso nero.
Nel 2021 recita nella prima mondiale del dramma Camp Siegfried di Bess Wohl in scena all'Old Vic, mentre l'anno successivo torna all'Almeida Theatre per interpretare Blanche DuBois accanto a Paul Mescal in Un tram che si chiama Desiderio; per la sua interpretazione viene nuovamente candidata al Premio Laurence Olivier e vince l'Evening Standard Theatre Award e il Critics' Circle Award. Nel 2025 torna a recitare in Un tram che si chiama Desiderio a Londra e New York e interpreta Jane Austen nella miniserie Miss Austen.

## Filmografia

### Cinema
- La terra di Dio - God's Own Country (God's Own Country), regia di Francis Lee (2017)
- La ragazza dei tulipani (Tulip Fever), regia di Justin Chadwick (2017)
- L'ora più buia (Darkest Hour), regia di Joe Wright (2017)
- La leggendaria Dolly Wilde (How to Build a Girl), regia di Coky Giedroyc (2019)
- Tom & Jerry, regia di Tim Story (2021)
- Secret Love (Mothering Sunday), regia di Eva Husson (2021)
- Living, regia di Oliver Hermanus (2022)
- L'ultima regina - Firebrand (Firebrand), regia di Karim Aïnouz (2023)
- Wonder: White Bird (White Bird: A Wonder Story), regia di Marc Forster (2024)
- Mickey 17, regia di Bong Joon-ho (2025)
- Hot Milk, regia di Rebecca Lenkiewicz (2025)
- Jay Kelly, regia di Noah Baumbach (2025)

### Televisione
- Guerrilla – miniserie TV, puntate 05-06 (2017)
- Will – serie TV, episodio 1x08 (2017)
- Zog e il topo brigante (Zog), regia di Max Lang e Daniel Snaddon – cortometraggio TV (2018) – voce
- Jamestown – serie TV, 24 episodi (2017-2019)
- Narciso nero (Black Narcissus), regia di Charlotte Bruus Christensen – miniserie TV (2020)
- Zog e i medici volanti (Zog and the Flying Doctors), regia di Sean P. Mullen – cortometraggio TV (2020) – voce
- Life After Life, regia di John Crowley – miniserie TV (2022)
- Miss Austen, regia di Aisling Walsh – miniserie TV (2025)
- Black Mirror – serie TV, episodio 7x5 (2025)

### Cortometraggi
- The National Phobia Association's Annual Day Out, regia di Mark Drake (2015)
- Keepsake, regia di Helena Coan (2019)
- The Devil's Harmony, regia di Dylan Holmes Williams (2019)
- Kafkas, regia di Nick Blake – cortometraggio (2021)

## Teatro
- Spirito allegro di Noel Coward, regia di Michael Blakemore, con Angela Lansbury, Janie Dee e Charles Edwards. Gielgud Theatre di Londra (2014)
- The Angry Brigade di James Graham, regia di James Grieve, con Harry Melling. Tour britannico (2014)
- L'isola del tesoro, da Robert Louis Stevenson, regia di Polly Findlay. National Theatre di Londra (2015)
- Il mercante di Venezia di William Shakespeare, regia di Polly Findlay. Shakespeare Theatre di Stratford-upon-Avon (2015)
- Come vi piace di William Shakespeare, regia di Polly Findlay, con Rosalie Craig e Fra Fee. National Theatre di Londra (2015)
- Speech & Debate di Stephen Karam, regia di Tom Attenborough, con Douglas Booth e Tony Revolori. Trafalgar Studios di Londra (2017)
- My Mum's a Twat di Anoushka Warden, regia di Vicky Featherstone e Jude Christian. Royal Court Theatre di Londra (2018)
- Estate e fumo di Tennessee Williams, regia di Rebecca Frecknall. Almeida Theatre e Duke of York's Theatre di Londra (2018)
- Tre sorelle di Anton Čechov, regia di Rebecca Frecknall. Almeida Theatre di Londra (2019)
- Chi ha paura di Virginia Woolf? di Edward Albee, regia di Joe Mantello. Booth Theatre di Broadway (2020)
- A Christmas Carol da Charles Dickens, regia di Nicholas Hytner. Bridge Theatre (2020)
- Camp Siegfried di Bess Wohl, regia di Katy Rudd. Old Vic di Londra (2021)
- Un tram che si chiama Desiderio di Tennessee Williams, regia di Rebecca Frecknall. Almeida Theatre (2022) e Phoenix Theatre di Londra (2023)
- Pigmalione di George Bernard Shaw, regia di Richard Jones. Old Vic di Londra (2023)
- Un tram che si chiama Desiderio di Tennessee Williams, regia di Rebecca Frecknall. Duke of York's Theatre di Londra, Brooklyn Academy of Music di New York (2025)

## Doppiatrici italiane
Nelle versioni in italiano delle opere in cui ha recitato, Patsy Ferran è stata doppiata da:
- Giulia Franceschetti in Tom & Jerry
- Veronica Puccio in Secret Love
- Martina Felli in Wonder: White Bird
- Roisin Nicosia in L'ultima regina - Firebrand